# 辛格拉耶孔达
辛格拉耶孔达（Singarayakonda），是印度安得拉邦Prakasam县的一个城镇。总人口16675（2001年）。

## 人口
该地2001年总人口16675人，其中男性8065人，女性8610人；0—6岁人口1766人，其中男876人，女890人；识字率66.12%，其中男性为73.11%，女性为59.58%。